# Diaphora
Diaphora is een geslacht van vlinders van de familie spinneruilen (Erebidae), uit de onderfamilie Arctiinae.

## Soorten
- D. luctuosa (Hübner, 1831)
- D. mendica

Mendicabeer (Clerck, 1759)
- D. sordida (Hübner, 1803)